# Bring It On: Again
Bring It On: Again (titulada: A por todas de nuevo en España y Triunfos robados: Otra vez en Hispanoamérica) es una película estadounidense de 2004, es la segunda entrega de la serie de películas de Bring It On que gira en torno a la disciplina de la animación de competencia de un grupo de animadoras. Dirigida por Damon Santostefano y escrita por Claudia Grazioso, Brian Gunn y Mark Gunn. La película fue estrenada directamente por DVD el 13 de enero de 2004 por Universal Pictures.
Esta película, que es la secuela de Bring It On, tiene una relación limitada a la película anterior, simplemente tiene un argumento similar sobre la competencia de las animadoras que intentan algo diferente con el fin de ganar. No hay miembros de los elencos anteriores o referencias canónicas a la película anterior.

## Sinopsis
La novata Whittier (Anne Judson-Yager) llega a la Universidad Estatal de California en Los Ángeles con la esperanza de unirse al equipo nacional y campeón de animadoras. Al llegar, se encuentra con Monica (Faune A. Chambers), una gran amiga del campamento de animadoras y, después de unas duras pruebas, las dos consiguen entrar al equipo. La capitana del equipo de porristas, Tina (Bree Turner), está lista para pedirles que se unan al equipo, ya que el decano le dice a Tina que debería enseñar a Whittier a ser una futura jefa para las animadoras. Esto a Marnie (Bethany Joy Galeotti) no le gusta nada, puesto que ella esperaba ser la nueva capitana.
Mientras tanto, Whittier conoce a Derek (Richard Lee Jackson), DJ de la estación radial de la universidad, pero Tina la obliga a dejarlo diciendo que no es el chico adecuado para ella. Después de esto, Tina intenta por todos los medios moldear a Whittier a su imagen y semejanza pero ella se cansa y renuncia junto con Monica.
Whittier y Monica viven para animar, por lo que deciden montar su propio equipo, pero el problema es que sólo puede haber uno que vaya al campeonato, por ende Whittier, con la mediación del decano de la universidad, reta a Tina a un duelo de porristas en el que si uno de los 2 equipos gana irá al campeonato nacional.
Whittier tendrá que hacer todo lo necesario si quiere derrocar a la malvada Tina, y dispone de muy poco tiempo para poder organizar un nuevo equipo que este a un buen nivel de competencia y así poder ganar al equipo oficial.

## Reparto
- Anne Judson-Yager - Whittier
- Bree Turner - Tina
- Kevin Cooney - Dean Sebastian
- Faune A. Chambers - Monica
- Bryce Johnson - Greg
- Richard Lee Jackson - Derek
- Bethany Joy Galeotti - Marni
- Holly Towne - Janice
- Dennis Hemphill Jr. - Francis
- Felicia Day - Penelope
- Katherine Bailess - Colleen Lipman
- Joshua Gomez - Sammy Stinger
- Kelly Stables - Rubia menuda